# 새우난초
새우난초는 난초과이며 학명은 Calanthe discolor Lindl인 여러해살이풀로서 줄기의 높이는 20~30cm 가량이다. 뿌리줄기가 비후되어 있는데, 그곳으로부터 2-3개의 긴 타원형 잎이 나온다. 5월경에 갈색 또는 녹색 꽃받침조각 및 측판과 흰색 또는 엷은 홍색 순판을 가진 꽃이 피는데, 그 색깔은 여러 가지로 변화되어 있다. 개화기는 4-5월이며 꽃은 총상꽃차례를 이룬다. 주로 산림·대나무밭 등의 음지에서 자라며, 한반도의 남부 지방에 분포하고 있다.

## 이용
관상가치가 높아 분화식물로 많은 사랑을 받기 때문에 남획되어 자생지의 군락이 사라지고 있다. 한방에서는 구자연환초라하여 편도선염, 임파선염, 타박상 치료에 쓴다.

## 재배 및 관리
겨울 기온이 영하 5도 이상 되는 남부에서는 노지에서 기를 수 있지만, 중부 이북에서는 화분에 심어 반그늘에서 키운다. 난석 또는 피트모스에 심거나 산모래, 부엽, 피트모스를 같은 비율로 섞어 사용한다. 배수가 잘 되면서도 보습성이 좋은 배양토에 심어 공중습도를 높게 유지한다. 물은 여름에는 2-3일에 한 번씩 화분 겉흙이 마르면 충분히 주고, 겨울에는 주 1회 정도 준다. 액비를 연하게 희석해 잎에 뿌리고, 완효성 비료를 몇 알 화분 위에 놓아준다. 번식은 씨뿌리기나 포기나누기로 할 수 있다. 씨뿌리기는 전문적인 기술이 필요하므로, 대개는 포기 나누기를 한다. 2-3년에 한 번식 분갈이를 할 때 포기가 많이 늘어난 것은 3~4촉을 하나로 나누어 심는다.